# Platja des Llané Petit
La platja des Llané Petit és una platja del municipi de Cadaqués (Alt Empordà) situada a la badia de Cadaqués, al límit sud de la població, entre la platja des Sortell d'en Ter al sud, i la platja des Llané Gran al nord, separada d'aquesta per les roques d'en Pere Joan. Està orientada a l'est. Té una longitud de 69 m i una amplada mitjana de 18 m, formada per sorres, graves i còdols.
Sobre la sorra acostuma a haver-hi un gran nombre de petites barques varades. A primera línia de mar hi ha la casa Costa, de principis de segle xx, amb una torre que la caracteritza.
La toponímia de Llané indica que era un indret on el bestiar de llana baixava de les muntanyes i horts per fer estada a prop del mar durant l'hivern.